# Famille van der Noot
 (janvier 2021).
Cette page explique l’histoire ou répertorie les différents membres de la famille van der Noot.
La famille van der Noot est une famille noble belge issue de la noblesse des Pays-Bas du Sud (Duché de Brabant), dont les origines connues remontent au XIIIe siècle. Elle fait partie des nombreuses branches dérivées du lignage Steenweghs.

## Historique

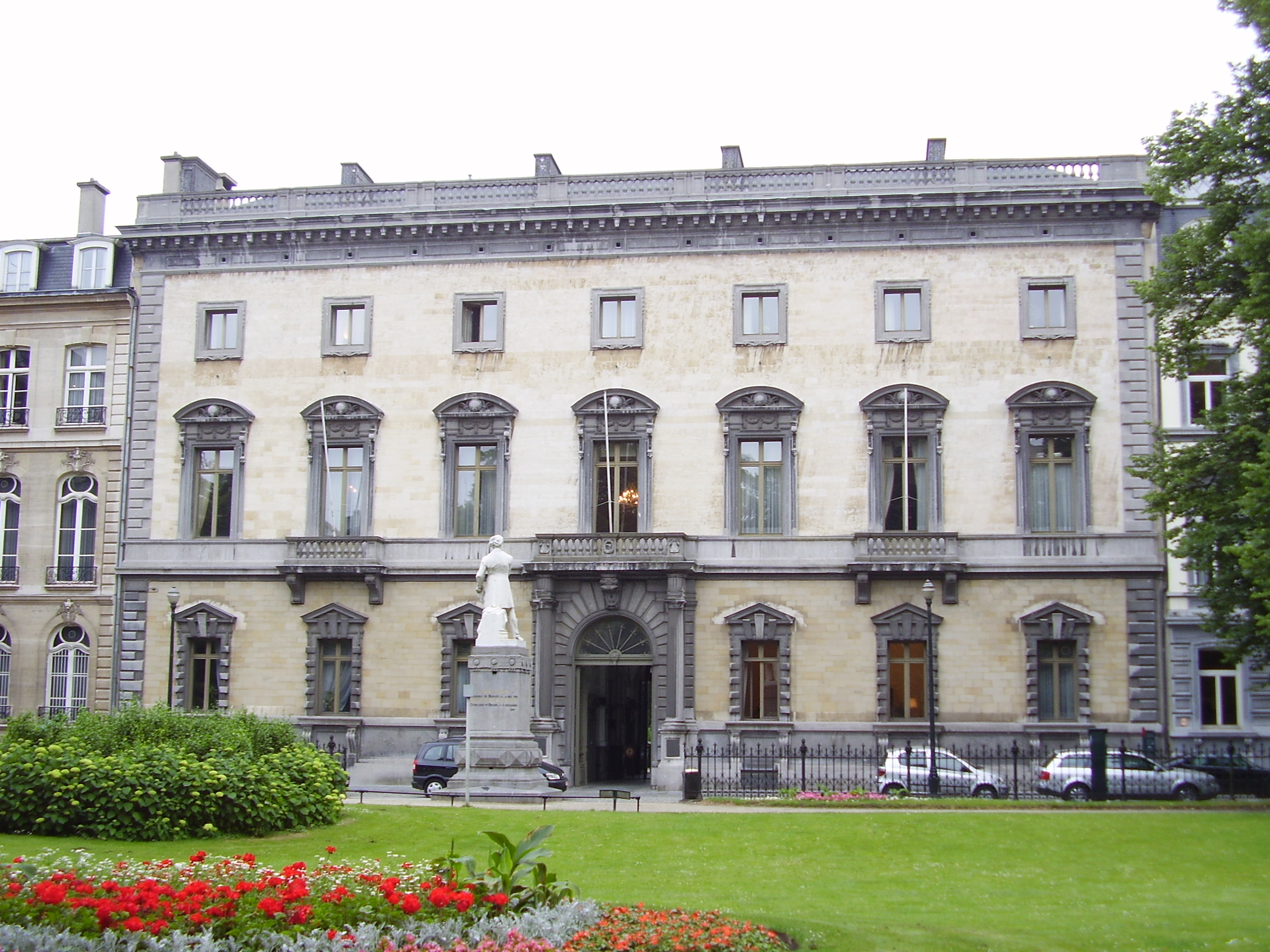
L'Hotel van der Noot d'Assche à Bruxelles

Le titre de comte van der Noot est créé par l'empereur Charles VI en 1716.
Ils sont les actuels détenteurs du titre de marquis d'Assche.

## Personnalités
- Guillaume Uten Steenweghe dit van der Noot (fils d'Arnold Uten Steenweghe) , échevin de Bruxelles en 1253. Il est l'un des premiers membres de la famille van der Noot. Il aurait épousé une certaine Isabeau van Lombeke. Ce dernier peut être considéré comme l'ancêtre commun des van der Noot.
- Laurent Van der Noot, échevin en la ville de Bruxelles dans les années 1450 et 1460. Il est un personnage important de l'histoire de la famille. Laurent van der Noot s'est allié à Marie Van Voorspoel issue d'une "bonne famille".
- Jan van der Noot
- Philippe Érard van der Noot (1638-1730)
- Maximilien Antoine van der Noot (1685-1770)
- Henri van der Noot (1721-1827)
- Théodore van der Noot d'Assche (en) (1818-1889) ; il fait construire de 1856 à 1858 par l'architecte Alphonse Balat le palais du marquis d'Assche ou hôtel van der Noot d'Assche, de style néo-Renaissance italienne, à Bruxelles[2].
- Georges van der Noot, bailli de Mélin, soi-disant membre des troupes impériales qui assiégèrent Metz en 1552 où il aurait trouvé la mort comme l'affirment Houwaert et Azevedo. Marié à Barbe d'Ursel, issue de la branche d'Aschriane (non loin de Londerzeel)[3].

## Branches
La maison van der Noot est à l'origine de plusieurs branches :

### Branche luxembourgeoise et lorraine
Au XVIIe siècle, Martin van der Noot et son frère Gérard, (fils de Henri van der Noot et de Catherine de Paris), tous deux mercenaires et originaires de Mélin quittent leur région. Le premier s'installe à Ettelbruck, il est l'auteur de la branche luxembourgeoise. Le second s'installe à Richemont.

#### Branches issues des descendants de Martin et de Gérard van der Noot
Liste des branches issues Martin et de Gérard van der Noot
- Branche d'Ettelbruck
- Branche de Frisange
- Branche d'Elzange
- Branche de Sentzich
- Branche de Koenigsmacker
- Branche de Richemont
- Branche de Thionville
- Branche de Sarre
- Branche de Metz

## Armes

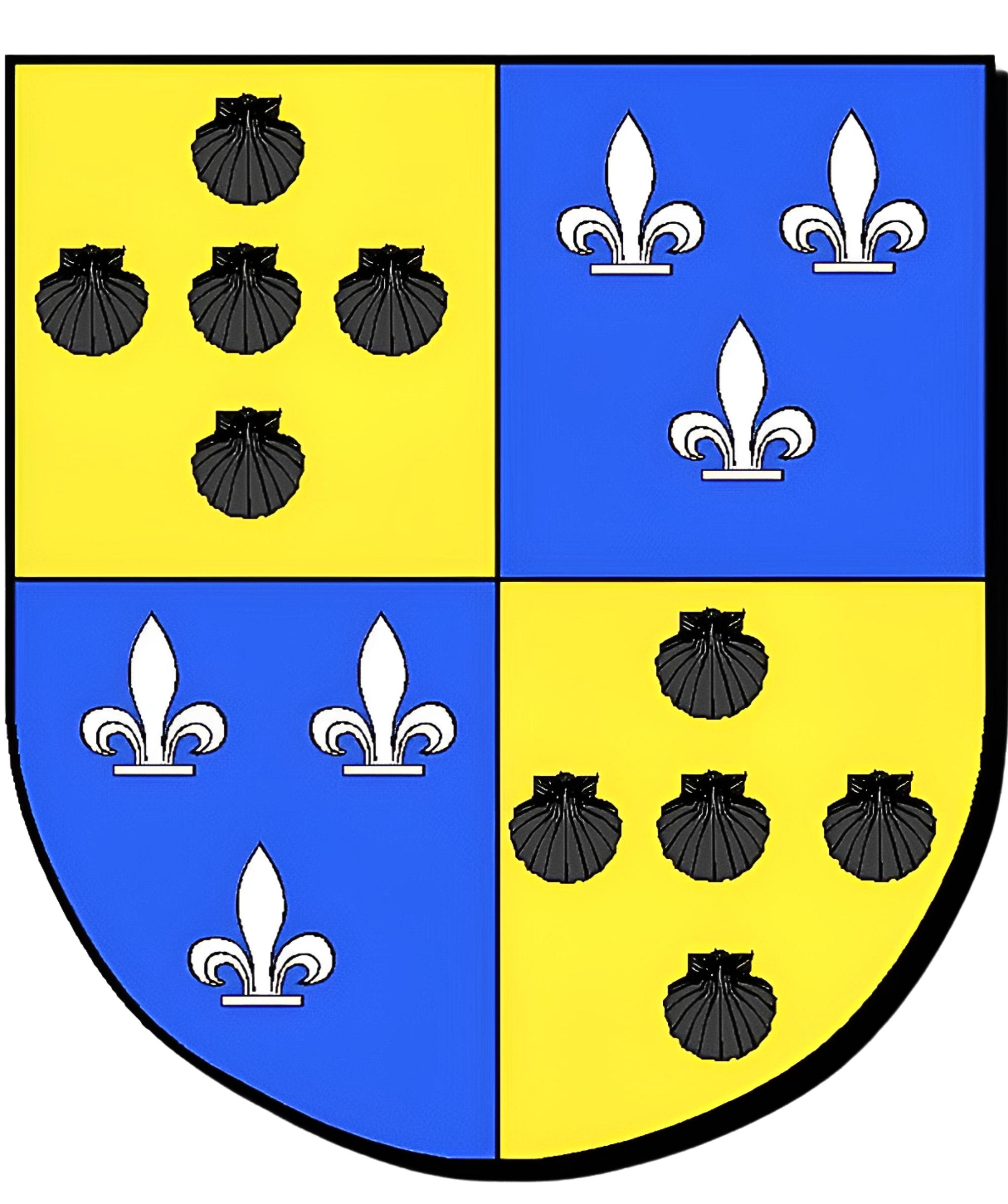
Armoiries de la branche luxembourgeoise des van der Noot.